# Ямное (Сунский район)
Ямное — деревня в Сунском районе Кировской области в составе Большевистского сельского поселения.

## География
Находится на расстоянии примерно 16 км по прямой на восток-северо-восток от районного центра поселка Суна недалеко на северо-восток от деревни Мурино.

## История
Известна с 1678 года как починок Ямной Успенского Трифонова монастыря с 3 дворами, в 1764 уже числилось 89 жителей. В 1873 учтено было дворов 19 и жителей 171, в 1905 27 и 220, в 1926 33 и 184, в 1950 33 и 112, в 1989 оставалось 50 жителей.

## Население
Постоянное население составляло 38 человек (русские 100 %) в 2002 году, 24 в 2010.